# Hiroki Mizuhara
Hiroki Mizuhara (水原 大樹 Mizuhara Hiroki?, nacido el 15 de enero de 1975 en Heguri, Ikoma, Nara) es un exfutbolista japonés. Jugaba de guardameta y su último club fue el Veertien Kuwana de Japón.

## Trayectoria

### Clubes
| Club                 | País  | Año         |
| -------------------- | ----- | ----------- |
| Nagoya Grampus Eight | Japón | 1993 - 1998 |
| Honda                | Japón | 1999        |
| Yokohama FC          | Japón | 2000 - 2003 |
| Tokyo Verdy          | Japón | 2004 - 2006 |
| Giravanz Kitakyushu  | Japón | 2007 - 2011 |
| Kamatamare Sanuki    | Japón | 2012        |
| Veertien Kuwana      | Japón | 2013        |

## Estadística de carrera

### J. League
| Club                 | Año   | J. League | J. League | Copa J. League | Copa J. League | Total | Total |
| Club                 | Año   | Part.     | Goles     | Part.          | Goles          | Part. | Goles |
| -------------------- | ----- | --------- | --------- | -------------- | -------------- | ----- | ----- |
| Nagoya Grampus Eight | 1993  | 0         | 0         | 0              | 0              | 0     | 0     |
| Nagoya Grampus Eight | 1994  | 0         | 0         | 0              | 0              | 0     | 0     |
| Nagoya Grampus Eight | 1995  | 1         | 0         | -              | -              | 1     | 0     |
| Nagoya Grampus Eight | 1996  | 0         | 0         | 0              | 0              | 0     | 0     |
| Nagoya Grampus Eight | 1997  | 0         | 0         | 0              | 0              | 0     | 0     |
| Nagoya Grampus Eight | 1998  | 0         | 0         | 0              | 0              | 0     | 0     |
| Yokohama FC          | 2001  | 42        | 0         | 3              | 0              | 45    | 0     |
| Yokohama FC          | 2002  | 39        | 0         | -              | -              | 39    | 0     |
| Yokohama FC          | 2003  | 19        | 0         | -              | -              | 19    | 0     |
| Tokyo Verdy          | 2004  | 0         | 0         | 1              | 0              | 1     | 0     |
| Tokyo Verdy          | 2005  | 1         | 0         | 0              | 0              | 1     | 0     |
| Tokyo Verdy          | 2006  | 8         | 0         | -              | -              | 8     | 0     |
| Giravanz Kitakyushu  | 2010  | 33        | 0         | -              | -              | 33    | 0     |
| Giravanz Kitakyushu  | 2011  | 0         | 0         | -              | -              | 0     | 0     |
| Total                | Total | 143       | 0         | 4              | 0              | 147   | 0     |

## Palmarés

### Títulos nacionales
| Título             | Club                 | País  | Año  |
| ------------------ | -------------------- | ----- | ---- |
| Copa del Emperador | Nagoya Grampus Eight | Japón | 1995 |
| Copa del Emperador | Tokyo Verdy          | Japón | 2004 |